# Taskan
Taskan (en rus: Таскан) és un poble de l'óblast de Magadan, a Rússia, que el 2013 tenia 10 habitants.